# Trichogatha suffusa
Trichogatha suffusa är en fjärilsart som beskrevs av W. Warren 1913. Trichogatha suffusa ingår i släktet Trichogatha och familjen nattflyn. Inga underarter finns listade i Catalogue of Life.